# Atlétika a 2017. évi nyári európai ifjúsági olimpiai fesztiválon
A 2017. évi nyári európai ifjúsági olimpiai fesztivál atlétikai versenyszámait Győrben, július 24. és 29. között bonyolították le. A versenyek helyszínei az Olimpiai Sportpark atlétikapályái voltak.

## Összesített éremtáblázat
| A 2017. évi nyári európai ifjúsági olimpiai fesztivál összesített éremtáblázata atlétikában | A 2017. évi nyári európai ifjúsági olimpiai fesztivál összesített éremtáblázata atlétikában | A 2017. évi nyári európai ifjúsági olimpiai fesztivál összesített éremtáblázata atlétikában | A 2017. évi nyári európai ifjúsági olimpiai fesztivál összesített éremtáblázata atlétikában | A 2017. évi nyári európai ifjúsági olimpiai fesztivál összesített éremtáblázata atlétikában | Olimpia  |
| ------------------------------------------------------------------------------------------- | ------------------------------------------------------------------------------------------- | ------------------------------------------------------------------------------------------- | ------------------------------------------------------------------------------------------- | ------------------------------------------------------------------------------------------- | -------- |
|                                                                                             | Ország                                                                                      | Arany                                                                                       | Ezüst                                                                                       | Bronz                                                                                       | Összesen |
| 1.                                                                                          |                                                                                             | 0                                                                                           | 0                                                                                           | 0                                                                                           | 0        |
|                                                                                             |                                                                                             |                                                                                             |                                                                                             |                                                                                             |          |
| Összesen                                                                                    | Összesen                                                                                    | 36                                                                                          | 36                                                                                          | 36                                                                                          | 108      |

## Eseménynaptár
| S | Selejtezők | E | Elődöntők | D | Döntő |

| Július           | 24 | 24 | 25 | 25 | 26 | 26 | 27 | 27 | 28 | 28 | 29 | 29 |
| ---------------- | -- | -- | -- | -- | -- | -- | -- | -- | -- | -- | -- | -- |
| 0100 m           | S  | E  | D  | D  |    |    |    |    |    |    |    |    |
| 0200 m           |    |    |    |    | S  | E  | D  | D  |    |    |    |    |
| 0400 m           | S  | S  | E  | E  | D  | D  |    |    |    |    |    |    |
| 0800 m           |    |    |    |    |    |    | S  | S  | E  | E  | D  | D  |
| 01500 m          | S  | S  |    |    | D  | D  |    |    |    |    |    |    |
| 03000 m          |    |    |    |    |    |    | D  | D  |    |    |    |    |
| 0110 m gát       | S  | S  | E  | E  | D  | D  |    |    |    |    |    |    |
| 0400 m gát       |    |    | S  | S  |    |    | D  | D  |    |    |    |    |
| 02000 m akadály  |    |    |    |    |    |    |    |    |    |    | D  | D  |
| 04 × 100 m váltó |    |    |    |    |    |    |    |    | S  | S  | D  | D  |
| 0Magasugrás      |    |    | S  | S  |    |    | D  | D  |    |    |    |    |
| 0Rúdugrás        | S  | S  |    |    | D  | D  |    |    |    |    |    |    |
| 0Távolugrás      |    |    | S  | S  | D  | D  |    |    |    |    |    |    |
| 0Hármasugrás     |    |    |    |    |    |    | S  | S  |    |    | D  | D  |
| 0Súlylökés       |    |    |    |    |    |    | S  | D  |    |    |    |    |
| 0Diszkoszvetés   |    |    |    |    |    |    | S  | S  | D  | D  |    |    |
| 0Kalapácsvetés   |    |    |    |    | S  | S  | D  | D  |    |    |    |    |
| 0Gerelyhajítás   | S  | S  |    |    | D  | D  |    |    |    |    |    |    |

| Július           | 24 | 24 | 25 | 25 | 26 | 26 | 27 | 27 | 28 | 28 | 29 | 29 |
| ---------------- | -- | -- | -- | -- | -- | -- | -- | -- | -- | -- | -- | -- |
| 0100 m           | S  | E  | D  | D  |    |    |    |    |    |    |    |    |
| 0200 m           |    |    |    |    | S  | E  | D  | D  |    |    |    |    |
| 0400 m           |    |    | S  | S  | E  | E  | D  | D  |    |    |    |    |
| 0800 m           | S  | S  | E  | E  | D  | D  |    |    |    |    |    |    |
| 01500 m          |    |    |    |    |    |    | S  | S  |    |    | D  | D  |
| 03000 m          |    |    |    |    | D  | D  |    |    |    |    |    |    |
| 0100 m gát       |    |    |    |    |    |    | S  | S  | E  | E  | D  | D  |
| 0400 m gát       |    |    |    |    | S  | S  | E  | E  | D  | D  |    |    |
| 02000 m akadály  |    |    |    |    |    |    |    |    | D  | D  |    |    |
| 04 × 100 m váltó |    |    |    |    |    |    |    |    | S  | S  | D  | D  |
| 0Magasugrás      |    |    |    |    |    |    | S  | S  |    |    | D  | D  |
| 0Rúdugrás        |    |    |    |    | S  | S  |    |    | D  | D  |    |    |
| 0Távolugrás      | S  | S  | D  | D  |    |    |    |    |    |    |    |    |
| 0Hármasugrás     |    |    |    |    | S  | S  |    |    | D  | D  |    |    |
| 0Súlylökés       |    |    |    |    | S  | D  |    |    |    |    |    |    |
| 0Diszkoszvetés   |    |    |    |    | S  | S  | D  | D  |    |    |    |    |
| 0Kalapácsvetés   | S  | S  | D  | D  |    |    |    |    |    |    |    |    |
| 0Gerelyhajítás   |    |    |    |    |    |    | S  | S  |    |    | D  | D  |

## Érmesek

### Férfi
| A 2017. évi nyári európai ifjúsági olimpiai fesztivál férfi érmesei atlétikában |       |       |       |       |       |       |
| Versenyszám                                                                     | Arany | Arany | Ezüst | Ezüst | Bronz | Bronz |
| 100 m síkfutás                                                                  |       |       |       |       |       |       |
| 200 m síkfutás                                                                  |       |       |       |       |       |       |
| 400 m síkfutás                                                                  |       |       |       |       |       |       |
| 800 m síkfutás                                                                  |       |       |       |       |       |       |
| 1500 m síkfutás                                                                 |       |       |       |       |       |       |
| 3000 m síkfutás                                                                 |       |       |       |       |       |       |
| 2000 m akadályfutás                                                             |       |       |       |       |       |       |
| 110 m gátfutás (91.4 cm)                                                        |       |       |       |       |       |       |
| 400 m gátfutás (84.0 cm)                                                        |       |       |       |       |       |       |
| 4 x 100 m váltófutás                                                            |       |       |       |       |       |       |
| Magasugrás                                                                      |       |       |       |       |       |       |
| Rúdugrás                                                                        |       |       |       |       |       |       |
| Távolugrás                                                                      |       |       |       |       |       |       |
| Hármasugrás                                                                     |       |       |       |       |       |       |
| Súlylökés (5 kg)                                                                |       |       |       |       |       |       |
| Diszkoszvetés (1.500 kg)                                                        |       |       |       |       |       |       |
| Kalapácsvetés (5 kg)                                                            |       |       |       |       |       |       |
| Gerelyhajítás (700 g)                                                           |       |       |       |       |       |       |

### Női
| A 2017. évi nyári európai ifjúsági olimpiai fesztivál női érmesei atlétikában |       |       |       |       |       |       |
| Versenyszám                                                                   | Arany | Arany | Ezüst | Ezüst | Bronz | Bronz |
| 100 m síkfutás                                                                |       |       |       |       |       |       |
| 200 m síkfutás                                                                |       |       |       |       |       |       |
| 400 m síkfutás                                                                |       |       |       |       |       |       |
| 800 m síkfutás                                                                |       |       |       |       |       |       |
| 1500 m síkfutás                                                               |       |       |       |       |       |       |
| 3000 m síkfutás                                                               |       |       |       |       |       |       |
| 2000 m akadályfutás                                                           |       |       |       |       |       |       |
| 100 m gátfutás (76.2 cm)                                                      |       |       |       |       |       |       |
| 400 m gátfutás (76.2 cm)                                                      |       |       |       |       |       |       |
| 4 x 100 m váltófutás                                                          |       |       |       |       |       |       |
| Magasugrás                                                                    |       |       |       |       |       |       |
| Rúdugrás                                                                      |       |       |       |       |       |       |
| Távolugrás                                                                    |       |       |       |       |       |       |
| Hármasugrás                                                                   |       |       |       |       |       |       |
| Súlylökés (4 kg)                                                              |       |       |       |       |       |       |
| Diszkoszvetés (1 kg)                                                          |       |       |       |       |       |       |
| Kalapácsvetés (4 kg)                                                          |       |       |       |       |       |       |
| Gerelyhajítás (600 g)                                                         |       |       |       |       |       |       |